# ديفيد هو سو سان
ديفيد هو سو سان هو شخصية أعمال ماليزي، ولد في 20 سبتمبر 1949.